# 东南南蛇藤
东南南蛇藤（学名：Celastrus punctatus），又名光果南蛇藤，为卫矛科南蛇藤属的植物。分布于日本、台湾岛以及中国大陆的浙江、安徽、福建等地，生长于海拔150米至2,250米的地区，多生于山谷及山坡林缘，目前尚未由人工引种栽培。